# Christmas Inheritance
Christmas Inheritance (Brasil: Cartão de Natal) é um filme de comédia dramática de Natal americano de 2017 dirigido por Ernie Barbarash e escrito por Dinah Eng. O filme é estrelado por Eliza Taylor, Jake Lacy e Andie MacDowell. O filme foi lançado na Netflix em 15 de dezembro de 2017. Christmas Inheritance conta a história de Taylor, uma herdeira mimada de Nova York enviada para uma pequena cidade da Nova Inglaterra com recursos limitados para testar se ela está pronta para assumir a empresa de seu pai. Quando as circunstâncias a deixam paralisada, suas experiências com os habitantes da cidade lhe dão uma nova perspectiva de vida e de seus privilégios, ao mesmo tempo que leva a um romance com o gerente da pousada local.

## Sinopse
O empresário de Manhattan, Jim Langford, está pronto para se aposentar, mas teme que sua filha Ellen seja muito mimada e imatura para herdar sua posição como CEO. Jim e seu ex-parceiro de negócios Zeke têm uma tradição natalina de trocar cartas pessoalmente em Snow Falls, a cidade natal deles na Nova Inglaterra, onde começaram seus negócios. Como teste, Ellen é enviada a Snow Falls no lugar de seu pai para entregar em mãos uma nova carta ao "Tio Zeke". Esperando que ela possa aprender algo com o estilo de vida de uma pequena cidade de Snow Falls e querendo que ela dependa de si mesma em vez da riqueza da família e do nome influente, Jim pega os cartões de crédito de Ellen, dá a ela $ 100 em dinheiro e diz a ela para viajar de maneira que não saibam quem ela realmente é.
Em Snow Falls, Ellen faz amizade com Jake, gerente da pousada Snow Falls Guest House. Sabendo que Zeke acabou de sair para sua cabana, Ellen reserva um quarto na pousada para esperá-lo. Ela janta com Jake em um restaurante local administrado por sua tia Debbie. Sem nenhuma palavra de Zeke no dia seguinte, o noivo de Ellen, Gray, diz que ela deveria deixar a carta e voltar para casa. Ellen se recusa, querendo atender ao pedido de seu pai. Não tendo dinheiro para ficar mais uma noite, ela trabalha como governanta para Jake. Quando ela falha, Jake pergunta qual é o seu trabalho e ela mente, dizendo que é confeiteira. Ellen é então enviada para trabalhar na cozinha do restaurante com Debbie, que a reconhece como filha de Langford. Depois que Ellen explica seus motivos para viajar de maneira que não saibam quem ela realmente é, Debbie promete manter seu segredo e a ensina a cozinhar.
Uma tempestade de neve faz com que o fechamento de estradas e partes de Snow Falls fiquem sem energia. Jake oferece abrigo para muitos na pousada. Influenciada por Jake, Ellen oferece abrigo a Baxter, um sem-teto que ela dispensou antes, e então oferece sua cama para uma mulher com dois filhos. Enquanto ajudava a limpar a pousada, Ellen descobre que Jake é um artista. Jake explica que morava em Nova York e era noivo de uma corretora da bolsa que o trocou por um cliente, após isso ele voltou para Snow Falls. "Silent Night" estava tocando quando ela terminou com ele, e Jake ainda está com más lembranças da música. Ellen explica que se tornou superficial e focada em si mesma quando adolescente após a morte de sua mãe, decidindo que as coisas não importavam além da curtição. Ela observa que Jake está ensinando a ela outras coisas que são importantes. Eles quase se beijam, mas Ellen para. Mais tarde, Jake se desculpou, dizendo que já fazia muito tempo que não conhecia alguém como Ellen, em quem sentia que podia confiar.
Para ajudar um leilão de caridade que Jake está realizando, no dia seguinte Ellen visita empresas pela cidade e as convence a doar itens. Gray chega em Snow Falls, exigindo que Ellen vá com ele para que possam tirar as férias de Natal. Quando Ellen conta suas experiências na cidade, Gray diz que ela está encenando e que não pertence àquele lugar. Ainda incapaz de encontrar Zeke, Ellen lê as cartas entre ele e Jim, tocada pela amizade e pela vida deles. Encontrando Jake em um bar, Gray revela a identidade de Ellen. Jake se sente traído.
No dia seguinte, Gray quer ir embora. Cedendo, Ellen pede a Jake para entregar a carta a Zeke por ela. Ele se recusa e revela que conhece a identidade dela, comentando que ela é outra pessoa desonesta de Nova York. Depois que Ellen vai embora, Jake ouve "Silent Night". No caminho de volta para Nova York, Ellen percebe que deixou a carta mais recente de seu pai na pousada e quer voltar. Gray se recusa, considerando as cartas e a tradição natalina de seu pai como estúpidas. Ele então diz que Jake enviará a carta de volta, já que ela sabe o quão importante é a família dela. Percebendo que é Gray quem disse a Jake sua identidade, Ellen o repreende com raiva, insistindo que viajar de maneira que ninguém soubesse quem ela realmente é era necessário para ela aprender com o povo de Snow Falls. Quando Gray diz que nada pode ser aprendido com "pobres", Ellen devolve seu anel de noivado e retorna para Snow Falls de ônibus.
Na celebração da véspera de Natal da comunidade, Ellen encontra Jake. Ela se desculpa, explicando que deixou Gray e tem uma perspectiva de vida melhor agora, graças a Jake e ao povo de Snow Falls. Vestido como Papai Noel, Zeke lê a importante carta de Jim para a multidão. A carta explica que Jim está enviando sua filha de maneira que ninguém saiba quem ela realmente é para aprender o valor da tradição, da amizade e do amor, já que ela agora será a nova CEO. Zeke estava ciente do plano e deliberadamente manteve distância de Ellen para que ela pudesse ver a cidade por si mesma, sem a influência dele ou de Jim. Jim revela que também está na festa, para parabenizar Ellen por sua nova posição e perspectiva.
Jim se reúne com Debbie, sua namorada do colégio. Debbie então canta "Silent Night" enquanto Jake convida Ellen para dançar.

## Elenco
- Eliza Taylor como Ellen Langford
- Jake Lacy como Jake Collins
- Andie MacDowell como Debbie Collins
- Michael Xavier como Gray Pittman
- Neil Crone como Jim Langford
- Anthony Sherwood como Tio Zeke Langford/Papai Noel
- Bill Lake como Capitão Williams
- Martin Roach como Xerife Paul Greenleaf
- Joanna Douglas como Cara Chandler
- Mikayla Radan como Olivia "Livvy" Chandtler
- Lori Hallier como Alice
- Mag Ruffman como Kathy Martin
- Lindsay Leese como Mrs. Worthington
- Telysa Chandler como Annabelle
- John Tench como Baxter

## Produção
O filme começou a ser filmado em North Bay, Ontário no dia 24 de março de 2017 e terminou a produção principal lá em 8 de abril de 2017.

## Recepção
No site agregador de resenhas Rotten Tomatoes, o filme mantém um índice de aprovação de 50% com base em 6 avaliações, e uma classificação média de 6,2/10.